# (7114) Weinek
(7114) Weinek (1986 WN7) – planetoida z grupy pasa głównego asteroid okrążająca Słońce w ciągu 5,57 lat w średniej odległości 3,14 j.a. Odkryta 29 listopada 1986 roku.